# Agrilus elegans
Agrilus elegans es una especie de insecto del género Agrilus, familia Buprestidae, orden Coleoptera.
Fue descrita científicamente por Mulsant & Rey, 1863.